# Tumufästningen
Tumufästningen (土木堡; Tǔmùbǎo) var en historiska befästning norr om Peking i Kina. Tumafästningen tillsammans med Yulinfästningen och Jiminyi tre försvarsposter för försvaret av norra sidan av huvudstaden under Mingdynastin (1368–1644) och Qingdynastin (1644–1912). 1 september 1449 utspelade sig Tumukrisen vid Tumufästningen då  mongoliska Oiraterna besegrade Mingdynastins styrkor och tog kejsar Zhengtong till fånga.
Tumufästningen låg 8 km sydost om dagens Huailai i Hebei 85 km nordväst om centrala Peking. I dag finns det bara ruiner kvar av Tumufästningen som kan ses utanför Huailai. Se: 40°22′50″N 115°36′26″Ö / 40.38056°N 115.60722°Ö